# Essential (álbum de Pet Shop Boys)
Essential es un álbum recopilatorio de la banda Pet Shop Boys, lanzado en una edición limitada en los Estados Unidos por EMI/Capitol, y en Japón por Toshiba/EMI.
La recopilación no es una verdadera "colección de hits" Pet Shop Boys, por dos razones principales:
- consta de varios remixes de canciones de sus álbumes anteriores, en su mayoría incluidas en el b-side de sus productos individuales. Tenga en cuenta que varias pistas no estaban disponibles en formato de disco antes de su publicación.
- publicado en los últimos años 1990, la compilación se centra en el material producido en torno a los años 1980.

El folleto del CD Essential contenía un ensayo escrito por el periodista musical Chris Heath.

## Canciones
1. Domino Dancing (Alternative Version) - 4.42
2. West End Girls (Dance mix) - 6.29
3. Opportunities (Original 7" Version) - 3.48
4. Paninaro (7" Version) - 4.40
5. That's My Impression (7" Version) - 4.48
6. We All Feel Better In The Dark (Extended mix) - 6.47
7. It Couldn't Happen Here (LP Version) - 5.20
8. It's Alright (7" Version) - 4.20
9. Left to My Own Devices (7" Version) - 4.46
10. In The Night (remix) - 6.28
11. Two Divided By Zero (LP Version) - 3.36
12. Love Comes Quickly (Dance mix) - 6.48
13. Being Boring (Extended Version) - 10.40

- Datos: Q648472